# Real Life (álbum de Emeli Sandé)
Real Life é o terceiro álbum de estúdio da cantora britânica Emeli Sandé, lançado em 13 de setembro de 2019 pela Virgin EMI Records. Emeli co-escreveu todas as faixas do álbum, e o álbum foi produzido por Troy Miller. Incluindo os singles "Sparrow", "Extraordinary Being", "Shine" e "You Are Not Alone".

## Contexto
Durante a construção do album, a intenção de Emeli era inspirar "esperança e confiança", particularmente para aqueles "que foram marginalizados, esquecidos ou expulsos por uma opressão invisível que sempre existiu".

## Recepção e crítica
Lucy Mapstone, do jornal diário escocês The National, escreveu que "os dois primeiros álbuns de Sande alcançaram o número um e o número dois nas paradas, respectivamente, então ela terá muito trabalho a fazer. Mas, honestamente, este pode ser o seu melhor trabalho até agora [...] Tendo passado por um período de dificuldade em sua vida, Sandé deu a volta por cima e nesse novo trabalho, ela se reinventa como a fênix proverbial com músicas que em um novo nível épico, todo melódico, edificante e semelhante a hinos com a estranha influência da Motown ou do evangelho"  O editor da AllMusic, Andy Kellman, classificou o Real Life com três estrelas e meia. Ele sentiu que o álbum "visa aliviar, elevar e motivar [...] Como os dois álbuns de estúdio anteriores de Sandé, é baseado em um pop maduro, mas sua integração de outros gêneros e estilos - um pouco de reggae, blues, discoteca e mais gospel do que nunca - um album feito com mais requinte. A perfeição, combinada com performances vocais de coração, neutraliza todas as banalidades e metáforas de pássaros voando com liberdade".
Wyndham Wallace, da Classic Pop, sentiu que "Sandé não parece interessada em inovar quando pode preservar e reverenciar antigos territórios: o Real Life a mergulha nas tradições da alma do gospel, com vozes em massa integradas ao seu estilo, então se você está confortável com as fórmulas, você não sentirá inveja dela por ter essa fórmula". Em sua crítica ao Evening Standard, Jochan Embley descobriu que "Real Life está longe de ser aventureiro em termos de composição - com muita frequência, as estruturas parecem como se fossem números. As cordas tensas e ascendentes no final de Honest são as mais próximas da experimentação e são convincentes o suficiente para fazer você desejar que Sandé tivesse assumido riscos semelhantes em outros momentos. Dito isto, agarrando-se às raízes inflexíveis de sua alma, Sandé consegue evitar qualquer semelhança ao Pop, o que ao menos dá ao álbum uma autenticidade desarmante".

## Lista de Faixas
| N.º            | Título                | Producer(s)                 | Duração |  |
| 1.             | "Human"               | Troy Miller Emeli Sandé [a] | 4:53    |  |
| 2.             | "Love to Help"        | Miller                      | 4:08    |  |
| 3.             | "You Are Not Alone"   | Miller                      | 3:52    |  |
| 4.             | "Shine"               | Miller                      | 3:29    |  |
| 5.             | "Sparrow"             | Miller Sandé [a]            | 4:06    |  |
| 6.             | "Honest"              | Miller Sandé [a]            | 3:28    |  |
| 7.             | "Survivor"            | Miller                      | 4:45    |  |
| 8.             | "Extraordinary Being" | Miller                      | 4:04    |  |
| 9.             | "Same Old Feeling"    | Miller                      | 3:37    |  |
| 10.            | "Real Life"           | Miller                      | 3:58    |  |
| 11.            | "Free as a Bird"      | Miller                      | 3:55    |  |
| Duração total: | Duração total:        | Duração total:              | 44:15   |  |

## Paradas músicais
| Chart (2019)                          | Posição |
| ------------------------------------- | ------- |
| Australian Digital Albums (ARIA)      | 31      |
| Bélgica (Ultratop Flandres)           | 25      |
| Bélgica (Ultratop Valônia)            | 136     |
| Países Baixos (Dutch Charts)          | 50      |
| Alemanha (Offizielle Deutsche Charts) | 31      |
| Irlanda (IRMA)                        | 37      |
| Escócia (Official Scottish Albums)    | 2       |
| Spanish Albums (PROMUSICAE)           | 60      |
| Suíça (Schweizer Hitparade)           | 9       |
| Reino Unido (Official Albums Chart)   | 6       |

## Histórico de lançamentos
| País        | Data de lançamento     | Rótulo (s) |
| ----------- | ---------------------- | ---------- |
| Reino Unido | 13 de setembro de 2019 | Virgin EMi |